# (3225) Hoag
(3225) Hoag es un asteroide que forma parte del cinturón interior de asteroides y fue descubierto el 20 de agosto de 1982 por Eugene Merle Shoemaker y Carolyn Jean S. Shoemaker desde el observatorio del Monte Palomar, Estados Unidos.

## Designación y nombre
Hoag se designó al principio como 1982 QQ.
Más adelante, en 1985, fue nombrado en honor del astrónomo estadounidense Arthur Hoag (1921-1999).

## Características orbitales
Hoag orbita a una distancia media del Sol de 1,88 ua, pudiendo alejarse hasta 1,979 ua y acercarse hasta 1,78 ua. Su excentricidad es 0,05293 y la inclinación orbital 25,06 grados. Emplea en completar una órbita alrededor del Sol 941,4 días.
Hoag pertenece al grupo asteroidal de Hungaria.

## Características físicas
La magnitud absoluta de Hoag es 13,2 y el periodo de rotación de 2,372 horas.